# تاميو أوكي
تاميو أوكي (大木民夫 أوكي تاميو, الكتابة الحقيقية لاسمه:大木多美男)؛؛ (2 يناير 1928 - 14 ديسمبر 2017)؛ ممثل ومؤدي أصوات ياباني.

## أدواره في الأنمي

### مسلسلات أنمي تلفزيونية
- مغامرة جوجو الغريبة - تومبيتي
- إختطاف الذئب - جوزو كوشينادا
- إيوريكا سفن - كينغو, كوزيمي
- إل كازادور - لاركو
- هايبانه رينمه - واشي
- كيبا - زيكو
- فيت/زيرو - الحاكم الأعلى
- كلايمور - مالك المسكن
- شعلة ريكا - غنجورو
- إينوياشا - راهب
- جانجريف - سيد غالارد
- فتى الرمال - الراوي
- ابنة ذو العشرين وجه - كاواي
- تاتاكاو شيشو The Book of Bantorra - كاتشوا
- بيرسيرك - حاكم ميدلاند
- بي بليد - السيد نبيل
- NOIR - ساقي
- رؤيا إسكافلوني - أستون
- المحقق كونان - أوشيا (جريمة في دار الآثار العامة)
- سبيس داندي - جد أديلي
- بلاك بوليت - كيكونوجو تندو
- أبطال الزهور الستة - أترو سبايكر

### أوفا أنمي
- غانباستر - القبطان تاتسومي تاشيرو
- ماكروس زيرو - نوتوك
- بطولات أرسلان - الراوي

### أفلام أنمي
- الفرقة المتنقلة المدرعة - دايسكي أراماكي
- الفرقة المتنقلة المدرعة 2: إينوسنس - دايسكي أراماكي
- سلسلة أفلام حدود الفراغ
  - حدود الفراغ: الفصل السابع «دراسة القتل (الجزء الثاني)» - جد شيكي ريوغي
- أطفال الذئب - ياماوكا

## أدواره في الدبلجة اليابانية
- فوق - شارل سمعان
- شريك الثالث - مرلين
- ذا سيمبسونز - جورج بوش
- الأبطال الستة - والد فريد

## وصلات خارجية
- تاميو أوكي على موقع IMDb (الإنجليزية)
- تاميو أوكي على موقع ميوزك برينز (الإنجليزية)
- تاميو أوكي على موقع قاعدة بيانات الفيلم (الإنجليزية)
- تاميو أوكي على موقع ANN person (الإنجليزية)